# Stanislas Kowalski
Stanislas Kowalski fue un deportista belga que compitió en remo. Ganó tres medallas en el Campeonato Europeo de Remo entre los años 1907 y 1909.

## Palmarés internacional
| Campeonato Europeo | Campeonato Europeo        | Campeonato Europeo | Campeonato Europeo |
| Año                | Lugar                     | Medalla            | Prueba             |
| ------------------ | ------------------------- | ------------------ | ------------------ |
| 1907               | Estrasburgo (Francia)     | Medalla de oro     | Ocho con timonel   |
| 1908               | Lucerna (Suiza)           | Medalla de oro     | Ocho con timonel   |
| 1909               | Juvisy-sur-Orge (Francia) | Medalla de plata   | Cuatro con timonel |